# Francis Thomas Farrell
Francis Thomas Farrell (Cincinnati, 14 de novembro de 1941) é um matemático estadunidense, que trabalha com topologia e geometria diferencial.
Foi palestrante convidado do Congresso Internacional de Matemáticos (ICM) em Nice (1970 - The obstruction of fibering a manifold over a circle). Lowell Edwin Jones palestrou sobre o trabalho conjunto de ambos no ICM de 1990 em Quioto (Rigidity in Geometry and Topology). 

## Obras
- The obstruction to fibering a manifold over a circle, Indiana University Math. Journal, Volume 21, 1971, p. 315–346,
- com W.-C. Hsiang: On Novikov's Conjecture for Non-Positively Curved Manifolds, Teil 1, Annals of Mathematics, Volume 113, 1981, p. 199–209
- The Borel conjecture, ICTP Lecture Notes 9, 2001, Triest 2002
- com L. E. Jones: Anosov diffeomorphisms constructed from {\displaystyle \pi _{1}} Diff {\displaystyle (S^{n})}, Topology, Volume 17, 1978, p. 273–282
- com W.-C. Hsiang: The topological-Euclidean space form problem, Invent. Math., Volume 45, 1978, p. 181–192
- com W.-C. Hsiang: The stable topological-hyperbolic space form problem for complete manifolds of finite volume, Invent. Math., Volume 69, 1982, p. 155–170
- com L. E. Jones: Classical aspherical manifolds, American Mathematical Society, CBMS regional conference series, 1990
- com L. E. Jones: K-theory and dynamics 1, Annals of Mathematics, Volume 124, 1986, p. 531–569
- com L. E. Jones: The surgery L-groups of poly- (finite or cyclic) groups, Inv. Math., Volume 91, 1988, p. 559–586
- com L. E. Jones: A topological analogue of Mostow´s rigidity theorem, J. American Mathematical Society, Band 2, 1989, p. 257–370
- com L. E. Jones: Isomorphism Conjectures in Algebraic K-Theory, Journal of the American Mathematical Society, Band 2, 1993, p. 249–297.
- com L. E. Jones: Topological rigidity for compact nonpositively curved manifolds, in: Robert Greene, S.-T. Yau (Ed.), Differential geometry: Riemannian geometry (Los Angeles, CA, 1990), Teil 3, Proc. Sympos. Pure Math. 54, 1993, p. 229–274
- com L. E. Jones: Rigidity for aspherical manifolds with {\displaystyle \pi _{1}\subset GL_{m}(R)}, Asian J. Math., Volume 2, 1998, p. 215–262
- com P. A. Linnell: K-theory of solvable groups, Proc. London Math. Soc., Volume 87, 2003, p. 309–336
- com P. A. Linnell: Whitehead groups and the Bass conjecture, Mathematische Annalen, Volume 326, 2003, p. 723–757
- com L. E. Jones: Complex hyperbolic manifolds and exotic smooth structures, Invent. Math., Volume 117, 1994, p. 57–74
- An extension of Tate cohomology to a class of infinite groups, Journal of Pure and Applied Algebra, Volume 10, 1977, p. 153–161